# Henryk de Ossó Cervelló
Henryk de Osso y Cervello (ur. 15 października 1840 r. w Vinebre, w Katalonii - zm. 1896 r. w Gilet w Walencji) − duchowny hiszpański, święty, katecheta, założyciel Towarzystwa św. Teresy od Jezusa, pedagog i dziennikarz.
Jego wspomnienie przypada 27 stycznia.

## Życiorys
Cervello urodził się 15 października 1840 r. w Vinebre. W młodości pragnął zostać nauczycielem, jednak jego ojciec zaplanował dla niego karierę kupiecką. Śmierć matki w 1854 r. wzbudziła w młodym chłopaku pragnienie kapłaństwa. Naukę rozpoczął w seminarium w Tortosie, kontynuował ją w Barcelonie. 
W 1867 r. przyjął święcenia kapłańskie i został wychowawcą i wykładowcą w seminarium w Tortosie. Zasłynął jako apostoł dzieci i wspólnot osób świeckich, był zdolnym katechetą, napisał Praktyczny przewodnik katechety, prowadził szkółki niedzielne, wydawał także gazetę „Santa Teresa de Jesús”. W 1873 r. założył stowarzyszenie katolickiej młodzieży żeńskiej, którego celem była troska o wychowywanie kobiet − przyszłych matek. Dla potrzeb Towarzystwa napisał książkę „Kwadrans modlitwy”, będący zbiorem krótkich medytacji. W 1876 r. powołał do życia Towarzystwo św. Teresy od Jezusa, do zajęcia się wychowywaniem i katechizacją młodzieży i dzieci. 
Zmarł na atak serca w Gilet w Walencji w nocy z 27 na 28 stycznia 1896 roku. W 1908 r. trumnę z jego szczątkami przeniesiono do domu jego zgromadzenia w Tortosie.
Jego beatyfikacji w 1979 r. (w bazylice watykańskiej) i kanonizacji w 1993 r. (w Madrycie) dokonał papież Jan Paweł II.